# Eudendrium carneum
Eudendrium carneum är en nässeldjursart som beskrevs av Clarke 1882. Eudendrium carneum ingår i släktet Eudendrium och familjen Eudendriidae. Inga underarter finns listade i Catalogue of Life.